# WF trac

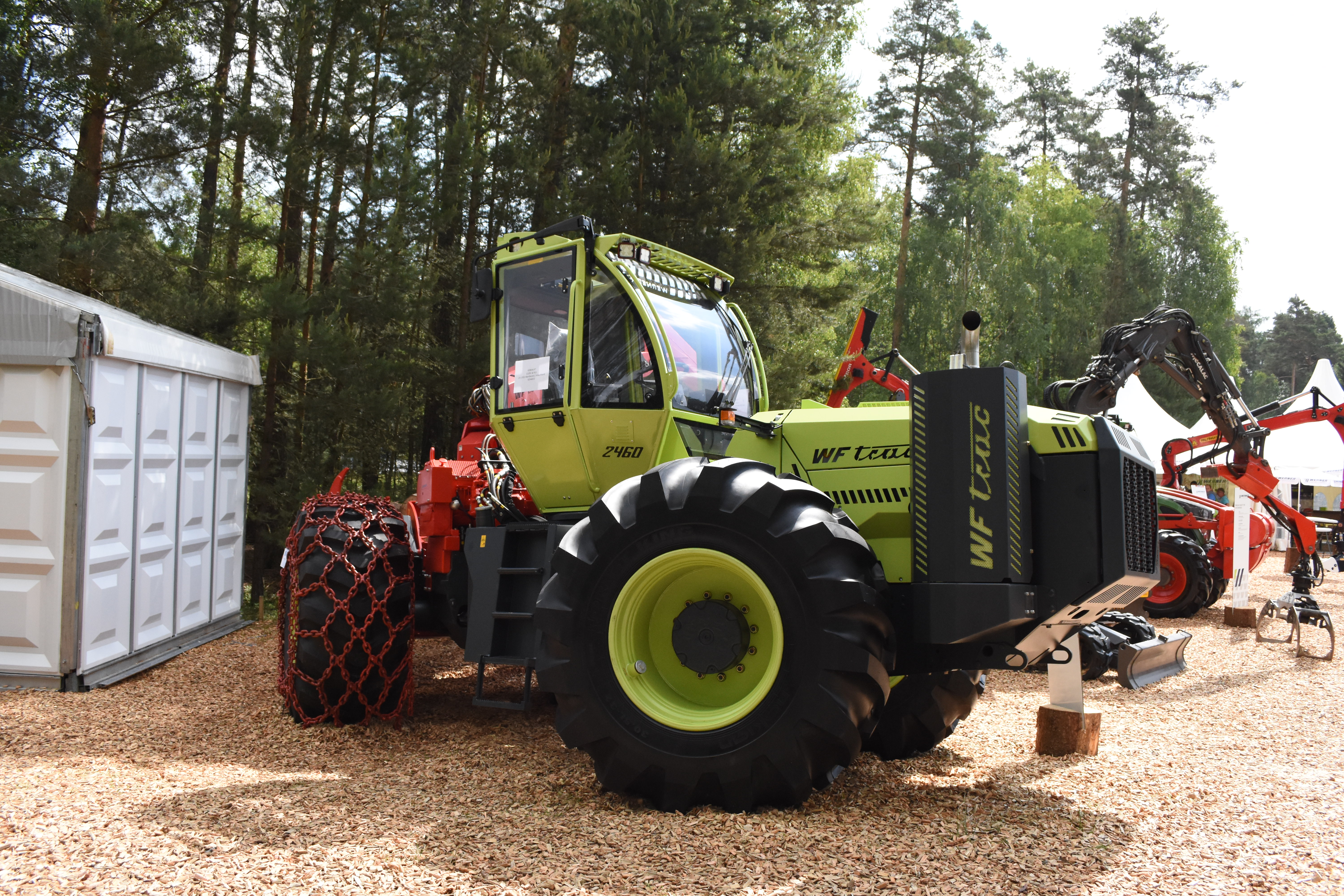
Der Forstspezialschlepper WF trac 2460 in der 4×4-Version

Der WF trac ist eine Baureihe von Spezialschleppern, die speziell für forstwirtschaftliche Anwendungen konzipiert wurde. Hergestellt von der Werner Forst- und Industrietechnik Scharf (ehemals Werner GmbH) mit Sitz in Pfeffenhausen und Produktionsstätte in Trier, wird der WF trac seit 1993 kontinuierlich weiterentwickelt.

## Entwicklungsgeschichte

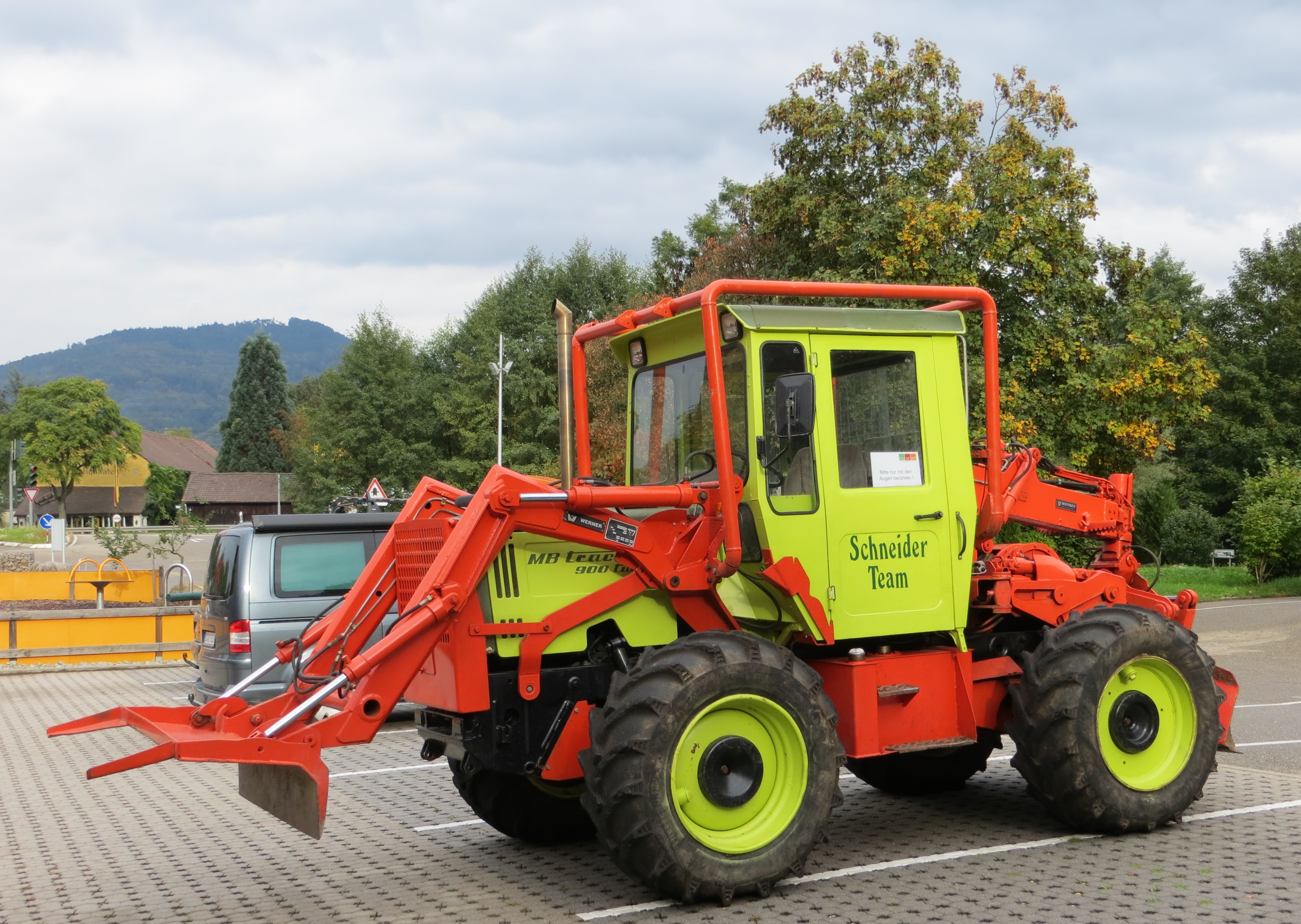
MB-trac 900 turbo mit Werner-Forstausrüstung

Nach dem Produktionsende des MB-trac 1991 musste bei der Firma Werner eine Lösung gefunden werden, da das Hauptprodukt, der MB-trac mit Werner Forstausrüstung, nun nicht mehr auf MB-trac-Basis gebaut werden konnte. Über das Jahr 1992 behalf man sich mit vorgefertigten MB-trac und ab 1993 brachte Werner den mit Unterstützung von Mercedes-Benz entwickelten und dem MB-trac ähnlichen WF trac auf den Markt.
Auf der Agritechnica 1993 in Frankfurt am Main wurden diese „Werner-Forst-trac-Fahrzeuge“ vom Modell WF trac 900 (92 PS) und WF trac 1100 (105 PS) vorgestellt. Anstelle des im MB-trac 1100 verbauten 6-Zylinder-Motors OM 366 kam im WF trac 1100 der Mercedes-Benz-4-Zylinder-Motor des Typs OM 364 A zum Einsatz, der auch im MB-trac 900 turbo und im WF trac 900 Verwendung fand. Beide Modelle erhielten ein sechsstufiges Lastschalt-Wendegetriebe mit Drehmomentwandler sowie ein zweistufiges Verteilergetriebe, das Geschwindigkeiten zwischen 2 und 40 km/h ermöglichte. Die schraubengefederten Portalachsen stammten aus dem Unimog U 1600. Ergänzt wurden die Fahrzeuge um eine Hochleistungs-Hydraulikanlage „Load Sensing“ und eine Rundumsicht-Kabine mit ROPS, wobei der Fahrersitz auf Wunsch um 270° elektrohydraulisch gedreht werden konnte.
Im Jahr 2002 kamen die mittelgroßen Modelle 1300 und 1500 sowie das große Modell 1700 hinzu. Bei allen drei Modellen wurde ein Daimler-Benz OM 904 eingebaut, ergänzt durch ein stufenlos leistungsverzweigtes S-Matic-Getriebe. Die Geländegängigkeit wurde zudem durch den Einsatz einer zweiteiligen Bodenwanne mit zentralem Verdrehgelenk verbessert. Ab dem Baujahr 2005 ist zudem die Fahrerkabine um 270° drehbar.
2010 wurden die Fahrzeuge erneut überarbeitet. Mit einem modularen Konzept führte Werner das Modell 2040 mit einem Daimler-Benz OM 924 (204 PS) sowie das Modell 2460 mit einem OM 926 (238 PS) ein, jeweils ausgestattet mit einem vier- bzw. sechszylindrigen Motor. Die Produktion erfolgte entweder in der Version 4×4 mit einfacher Hinterachse oder in der Version 6×6 mit doppelter Hinterachse (Bogie-Achsen). Darüber hinaus wurde ein größeres, ergonomisch gestaltetes Fahrerhaus verwendet und die Front des Fahrzeugs so verändert, dass sich sowohl die Sicht des Bedieners verbesserte als auch das Risiko eines Aufsetzens im Gelände verringerte. Im Jahr 2011 kam zudem eine Version auf den Markt, bei der über die Heckzapfwelle ein mechanisch angetriebener zweiachsiger Hinterwagen angebaut werden kann und sich der Schlepper damit zum 8×8-Forwarder wandelt. Der Umbau kann innerhalb von etwa 15 Minuten vom Fahrer vorgenommen werden.
Im Jahr 2017 wurde die Baureihe um das kleinere Modell 1840 erweitert, das mit Knicklenkung und einem Daimler-Benz OM 934 Dieselmotor (175 PS) ausgestattet ist. Wie die größeren Modelle ist auch dieses in den Versionen 4×4 und 6×6 erhältlich. Vorteilhaft ist, dass mit der entsprechend gewählten Reifengröße der Schlepper eine maximale Außenbreite von nur 2,55 Metern misst. 2021 folgte die Markteinführung des Modells 2860 in der Version 8×8 mit 280 PS. Bei diesem Modell handelt es sich um eine Rückemaschine mit acht angetriebenen Reifen.
Im Jahr 2022 wurden die neuen Modelle 2345, als Weiterentwicklung des 1840, sowie der 2865 vorgestellt.

## Modellübersicht
Folgende Modell gehören zur Baureihe des WF trac:
| Modell | Bauzeit   | Einsatzgewicht | Leistung | Bemerkung                                                   |
| ------ | --------- | -------------- | -------- | ----------------------------------------------------------- |
| 900    | 1993–2003 | 8,2 t          | 92 PS    |                                                             |
| 1100   | 1993–2003 | 9,5 t          | 105 PS   |                                                             |
| 1300   | 2003–2012 |                | 136 PS   |                                                             |
| 1500   | 2003–2012 | 12 t           | 150 PS   |                                                             |
| 1700   | 2003–2012 | 13 to          | 177 PS   |                                                             |
| 2040   | 2010–2012 |                | 204 PS   | Version 4×4, 6×6 und 8×8 (4×4 kombiniert mit Rückewagen)    |
| 2460   | 2010–2022 | 14–18 t        | 238 PS   | Version 4×4 und 6×6 und 8×8 (4×4 kombiniert mit Rückewagen) |
| 1840   | 2017–2022 | 14–19 t        | 175 PS   | Version 4×4 und 6×6                                         |
| 2860   | 2021–2022 | 21 t           | 280 PS   | Version 8×8                                                 |
| 2345   | seit 2022 | 14–19 t        | 231 PS   | Version 4×4 und 6×6                                         |
| 2865   | seit 2022 | 14–19 t        | 238 PS   | Version 4×4 und 8×8 (4×4 kombiniert mit Rückewagen)         |